# Papežské ateneum Regina Apostolorum
Papežské ateneum Regina Apostolorum (latinsky: Atheneum Pontificium Regina Apostolorum) je papežská univerzitní instituce vedená Kristovými legionáři se sídlem v Římě.

## Historie
Ateneum bylo zřízeno 15. září 1993 Kongregací pro katolickou výchovu s fakultou teologie a filosofie. Dne 19. července 1998 udělil papež Jan Pavel II. ateneu titul papežské ateneum. Roku 2001 byla zřízena fakulta bioetiky.
Dne 13. listopadu 2002 byl k ateneu přidružen vyšší kněžský seminář San Carlos y San Marcelo v peruánském Trujillu, 2. října 2017 Institut teologie a filosofie Maria Mater Ecclesiae v São Paulo, 28. května 2019 Seminář Pia XI. v Sanremo.

## Struktura
Ateneum se skládá ze tří fakult:
- Teologie
- Filosofie
- Bioetika